# Franz von Schönborn
Franziskus de Paula Maria Karl Erwin von Schönborn-Buchheim-Wolfsthal (ur. 24 stycznia 1844 w Pradze, zm. 25 czerwca 1899 w Sokolovie) – czeski duchowny katolicki, biskup czeskobudziejowicki w latach 1883–1885, arcybiskup metropolita praski i prymas Czech od 1889 r., kardynał.

## Życiorys
Franz von Schönborn urodził się w 1844 r. w Pradze jako syn hrabiego Erweina Damiana Hugona von Schönborn-Wiesentheid (ur. 17 maja 1812, zm. 12 stycznia 1881) i Christiny Marii Josefy von Brühl (ur. 28 marca 1817, zm. 23 października 1902). Wywodził się z niemieckiej rodziny arystokratycznej Schönborn.
W młodości służył w wojsku i wziął udział w bitwie pod Náchodem. W 1868 rozpoczął studia teologiczne w Innsbrucku. 12 sierpnia 1873 został wyświęcony na księdza. W 1875 uzyskał doktorat z teologii na Uniwersytecie Gregoriańskim w Rzymie. W latach 1875–1879 był wikarym w Plané koło Mariánskich Lázni. Później był prorektorem, a od 1882 rektorem seminarium duchownego w Pradze.
22 sierpnia 1883 cesarz Franciszek Józef I mianował go biskupem czeskobudziejowickim. Zatwierdzenie papieskie nastąpiło 28 września 1883. Święcenia biskupie miały miejsce 18 listopada 1883. Dzięki staranion Franza von Schönborna w 1884 zostało otwarte czeskie kolegium w Rzymie.
21 maja 1885 cesarz Franciszek Józef I mianował go arcybiskupem praskim. Papieskie zatwierdzenie nastąpiło 27 lipca 1885. W dniu 24 maja 1889 otrzymał kapelusz kardynalski. W 1894 w prywatnej kaplicy w Pradze udzielił ślubu pretendentowi do tronu Hiszpanii i Francji – Karolowi, księciu Madrytu i Bercie de Rohan. Zmarł w 1899 w Sokolovie.